# Kings League
Kings League — испанский медиафутбольный турнир, проводимый с участием команд из звёзд шоу-бизнеса и футбольных легенд прошлых лет.

## История
В конце 2022 года завершивший футбольную карьеру Жерар Пике и видеоблогер Ибаи Льянос решили создать турнир для бывших футболистов и медийных персон. Соревнование стартовало 1 января 2023 года и закончилось 26 марта. В нём принимало участие 12 команд. Матчи проходили в Барселоне в формате 7 на 7 и длились по 40 минут. В плей-офф вышло 8 клубов. Игры транслировались на платформе Twitch. Чемпионом первого розыгрыша стала команда «Эль Баррио».

## Участники розыгрыша 2023 года
| Клуб              | Тренер                | Президент         | Примечания    |
| ----------------- | --------------------- | ----------------- | ------------- |
| 1K                | Хулио Гарсия Мера     | Икер Касильяс     | [ 6 ] [ 7 ]   |
| Аникиладорес      | Серхио Вердираме      | Хуан Гуарнисо     | [ 8 ] [ 9 ]   |
| Эль Баррио        | Хуан Арроита          | Адри Кортерас     | [ 10 ]        |
| Хихантес          | Марк Кармона          | Херард Ромео      | [ 11 ] [ 12 ] |
| Куниспортс        | Мартин Поссе          | Серхио Кун Агуэро | [ 13 ]        |
| Лос Тронкос       | Пол Фонт              | Perxitaa          |               |
| Пио               | Херардо Торрадо       | Rivers            | [ 14 ]        |
| Порсинос          | Хувеналь Эдхого-Овоно | Ибай Льянос       | [ 15 ]        |
| Райо де Барселона | JuanluDBZ             | Spursito          |               |
| Сайянс            | Даниэль Ромо          | TheGrefg          |               |
| Алтимейт Мостолес | Начо Кастро           | DjMariiO          | [ 16 ]        |
| Иксбайер Тим      | Виктор Гонсалес       | Братья Байер      | [ 17 ]        |

## Реакция
В первый день турнира пик числа зрителей на стриме составил около 780 000 человек. Доминик Хоган из Daily Mail отмечал, что участие Льяноса в проекте гарантирует охват аудитории. Российские СМИ сравнивают соревнование с Медиалигой. Капитан «Амкала» Андрей Алёшин считает, что Kings League превзошла Медиалигу.